# Niederländisches Glaubensbekenntnis
Das Niederländische Glaubensbekenntnis – oft auch lateinisch Confessio Belgica genannt – bildet zusammen mit dem Heidelberger Katechismus und den Lehrregeln von Dordrecht die drei Formeln der Einigkeit der reformierten Kirchen. Es wurde 1561 von Guido von Bray in den Spanischen Niederlanden (lat. Belgica) verfasst.
Bei dem Niederländischen Glaubensbekenntnis handelt es sich um eine an den spanischen König Philipp II. gerichtete Bittschrift. Dieser ließ die Protestanten in seinem Herrschaftsgebiet verfolgen, was zusammen mit seinem Despotismus später den Anlass zum Achtzigjährigen Krieg geben sollte. In der Bittschrift werden die Reformatoren gegen den Vorwurf, sie seien Ketzer und Aufrührer, verteidigt. Der Wille zum Gehorsam der Obrigkeit gegenüber wird ausdrücklich bejaht, das Recht auf die Ausübung des eigenen Glaubens jedoch ebenso deutlich eingefordert. Hierzu wird innerhalb der Bittschrift versucht, die Argumentation so weit wie möglich durch die Bibel zu untermauern.

## Thematische Gliederung
Das Niederländische Glaubensbekenntnis besteht aus 37 Artikeln, die wie folgt thematisch gegliedert sind:
| Vom Wesen Gottes (Art. 1), Von der Erkenntnis Gottes (Art. 2)                            | |
| Von der Heiligen Schrift (Art. 3–7)                                                      | Von der Heiligen Schrift (3), von den kanonischen Büchern des Alten und Neuen Testaments (4), Von dem Ansehen der Heiligen Schrift (5), Von dem Unterschiede der kanonischen und apokryphischen Bücher (6), Von der Vollkommenheit der Heiligen Schrift (7) |
| Von der Dreieinigkeit (Art. 8–11)                                                        | Von der Heiligen Dreieinigkeit der Personen in dem einen göttlichen Wesen (8), Von der Heiligen Dreieinigkeit (9), Von der ewigen Gottheit des Sohnes Gottes, unsres Herrn Jesu Christi (10), Von der Person und ewigen Gottheit des Heiligen Geistes (11) |
| Von der Schöpfung und den Sünden des Menschen (Art. 12–15)                               | Von der Schöpfung der Welt und den Engeln (12), Von der Vorsehung Gottes (13), Von des Menschen Schöpfung, Fall und Verderbnis (14), Von der Erbsünde (15) |
| Von der göttlichen Vorherbestimmung (Art. 16)                                            | |
| Von Jesus Christus und dessen Wirken (Art. 17–21)                                        | Von der Wiederaufrichtung des Menschengeschlechtes durch den Sohn Gottes (17), Von der Menschwerdung des Sohnes Gottes (18), Von der hypostatischen oder persönlichen Vereinigung der beiden Naturen in Christo (19), Von der Art der Erlösung durch die Erweisung der Gerechtigkeit und Barmherzigkeit Gottes in Christo (20), Von der Genugtuung Christi für unsre Sünden (21) |
| Von dem Glauben (Art. 22–26)                                                             | Von dem rechtfertigenden Glauben und der Rechtfertigung durch den Glauben (22), Von unsrer Gerechtigkeit, durch die wir vor Gott bestehen (23), Von der Heiligung und von den guten Werken (24), Von der Abschaffung des Zeremonialgesetzes und von der Übereinstimmung des Alten und Neuen Testaments (25), Von der Vermittlung Christi (26)                                    |
| Von der Kirche (Art. 27–32)                                                              | Von der katholischen Kirche (27), Von der Gemeinschaft der Heiligen mit der wahren Kirche (28), Von den Kennzeichen der wahren Kirche (29), Von der Leitung der Kirche (30), Von der Berufung der Kirchendiener (31), Von der Macht der Kirche, Kirchengesetze zu geben und die Zucht zu handhaben (32)                                                                          |
| Von den Sakramenten (Art. 33), der Taufe (Art. 34) und dem Mahle des Herrn (Art. 35)     | |
| Von der Obrigkeit (Art. 36)                                                              | |
| Von dem Jüngsten Gerichte, der Auferstehung des Fleisches und dem ewigen Leben (Art. 37) | |

## Wirkung
Auf Philipp II. hatte die Bittschrift keine Wirkung, er setzte seine Politik der Verfolgung weiter fort. Dessen ungeachtet wurde sie in der ganzen Bevölkerung verbreitet. In den letzten drei Jahrzehnten des 16. Jahrhunderts wurde das Niederländische
Glaubensbekenntnis von verschiedenen Landessynoden angenommen und fand während der in den Jahren 1618 und 1619 abgehaltenen Dordrechter Synode endgültig Eingang als reformierte Bekenntnisschrift.
Aus ähnlichen politischen Situationen entstanden und inhaltlich mit der Confessio Belgica eng verwandt sind zwei Bekenntnisschriften, die ebenfalls in der Genfer theologischen Tradition des Calvinismus stehen: die Confessio Gallicana der französischen Hugenotten von 1559 und die Confessio Scotica (Schottisches Bekenntnis) von 1560.

## Ausgaben
- Eberhard Busch (Hrsg.): Confessio Belgica. In: Andreas Mühling, Peter Opitz (Hrsg.): Reformierte Bekenntnisschriften 1559–1563 (= Reformierte Bekenntnisschriften, Bd. 2.1). Neukirchen-Vluyn 2008, S. 324–369, ISBN 978-3-7887-2304-0.